# Фред Мейс
Фред Мейс (англ. Fred Mace; 22 серпня 1878, Філадельфія — 21 лютого 1917, Нью-Йорк) — американський актор німого кіно.

## Життєпис
Мейс народився у Філадельфії, штат Пенсильванія, помер у готелі «Astor» у Нью-Йорку 1917 року.

## Кар'єра
Він знявся у 156 фільмах між 1909 і 1916 роками. Мейс працював у Мака Сеннета в Keystone Studios. Невдовзі після того, як він залишив студію, Роско Арбакл, який з'явився у кількох стрічках Keystone з Мейсом, став головним комедійним актором Сеннета.

## Вибрана фільмографія
- 1911: «Її пробудження» / Her Awakening — свідок нещасного випадку
- 1911: «Чому він відмовився» / Why He Gave Up — чоловік
- 1912: «Голос з глибин» / A Voice from the Deep — Гарольд
- 1912: «Водна німфа» / The Water Nymph
- 1912: «Фліртуючий чоловік» / The Flirting Husband
- 1912: «Любов Мейбл» / Mabel's Lovers — залицяльник Мейбл
- 1912: «Пригоди Мейбл» / Mabel's Adventures — «Король Пародій»
- 1913: «Вексель Мерфі» / Murphy's I.O.U. — Мерфі
- 1913: «Бенгвільська поліція» / The Bangville Police — шериф Бенгвіла
- 1913: «Ганстери» / The Gangsters — ганстер
- 1913: «Коли мрії збуваються» / When Dreams Come True
- 1914: «Мейбл за кермом» / Mabel at the Wheel
- 1915: «Фатті і Бродвейські зірки» / Fatty and the Broadway Stars — камео